# نيل بارلو
نيل بارلو (بالإنجليزية: Neil Barlow)‏ هو لاعب كرة قدم أمريكي، ولد في 8 فبراير 1988 في سان فرانسيسكو في الولايات المتحدة. لعب مع ريتشموند كيكرز.